# مایکل کالینز (بازیکن فوتبال، زاده ۱۹۸۶)
مایکل کالینز (انگلیسی: Michael Collins؛ زادهٔ ۳۰ آوریل ۱۹۸۶) بازیکن فوتبال اهل بریتانیا است.
از باشگاه‌هایی که در آن بازی کرده‌است می‌توان به باشگاه فوتبال هادرزفیلد تاون، باشگاه فوتبال اسکانتورپ یونایتد، باشگاه فوتبال ای‌اف‌سی ویمبلدون، باشگاه فوتبال آکسفورد یونایتد، باشگاه فوتبال یورک سیتی، باشگاه فوتبال بنگالورو اشاره کرد.
وی همچنین در تیم ملی فوتبال جمهوری ایرلند بازی کرده‌است.